# Wölfersheim
Wölfersheim è un comune tedesco di 9 762 abitanti situato nel land dell'Assia.